# Askvoll
Askvoll – norweskie miasto i gmina leżąca w regionie Sogn og Fjordane.
Askvoll jest 264. norweską gminą pod względem powierzchni.

## Demografia
Według danych z roku 2005 gminę zamieszkuje 3229 osób. Gęstość zaludnienia wynosi 10,03 os./km². Pod względem zaludnienia Askvoll zajmuje 261. miejsce wśród norweskich gmin.
| ludność stan na 1 stycznia 2005 |         |           |       |
|                                 | kobiety | mężczyźni | razem |
| osób                            | 1605    | 1624      | 3229  |
| %                               | 49,71%  | 50,29%    | 100%  |

| wykształcenie stan na 1 października 2004 |            |         |        |          |
|                                           | podstawowe | średnie | wyższe | nieznane |
| osób                                      | 682        | 1504    | 368    | 30       |
| %                                         | 26,39%     | 58,2%   | 14,24% | 1,16%    |

## Edukacja
Według danych z 1 października 2004:
- liczba szkół podstawowych (norw. grunnskolar): 6
- liczba uczniów szkół podst.: 447

## Władze gminy
Według danych na rok 2011 administratorem gminy (norw. rådmann) jest Svein Festervoll, natomiast burmistrzem (norw. ordfører, d. borgermester) jest Aud Kari Steinsland.